# Tumidodromia dormia
Tumidodromia dormia is een krabbensoort uit de familie Dromiidae. De wetenschappelijke naam werd in 1763 gepubliceerd door Carl Linnaeus.